# Discoconchoecia elegans
Discoconchoecia elegans is een mosselkreeftjessoort uit de familie van de Halocyprididae. De wetenschappelijke naam van de soort is voor het eerst geldig gepubliceerd in 1866 door Sars.